# 黒革の手帖
『黒革の手帖』（くろかわのてちょう）は、松本清張の長編小説。巨額の金を横領し、銀座のクラブのママに転身した女性銀行員を、魑魅魍魎が跋扈する世界を背景に描く、著者のピカレスク・サスペンスの代表的長編。
『週刊新潮』に「禁忌の連歌」第4話として連載され（1978年11月16日号 - 1980年2月14日号、連載中の挿絵は濱野彰親）、1980年6月、新潮社から単行本が刊行された。 後に新潮文庫版と電子書籍版も発売されている。
1982年、1996年、2004年、2005年、2017年、2021年にテレビ朝日系で6回、1984年にTBS系で1回テレビドラマ化されている。

## あらすじ
原口元子は、銀行の支店に勤務する地味なOLだった。しかし彼女は、その地位を利用して、銀行から7568万円の大金を横領、それを元手に、銀座のクラブのママとなる。
競争や葛藤が渦巻く夜の銀座で、さらなる野望へ向け次の獲物を狙う。

## 登場人物
原口 元子（はらぐち もとこ）
本作の主人公。元は東林銀行の女子行員だったが、叡子の店の見習いを経て、やがて銀座に自らの店「クラブ・カルネ」を開く。
楢林 謙治（ならばやし けんじ）
楢林産婦人科病院院長。
橋田 常雄（はしだ つねお）
医科系大学専門の予備校「医科進学ゼミナール」理事長。
安島 富夫（やすじま とみお）
橋田の知人の国会議員秘書。
山田 波子（やまだ なみこ）
クラブ・カルネに飛び込んできたホステス。天性の華やかさと、男を籠絡する手腕を持つ。
中岡 市子（なかおか いちこ）
楢林産婦人科病院の婦長。
島崎 すみ江（しまざき すみえ）
赤坂の料亭「梅村」の女中だったが、クラブ・カルネのホステスへの転身を元子に申し出る。
岩村 叡子（いわむら えいこ）
銀座で10年以上「クラブ・燭台」を経営してきたママ。
牧野（獣医）
銀座界隈の事情なら何でも耳に入れている、女のような振る舞いの男。
村井 亨（むらい とおる）
東林銀行の支店次長。
長谷川 庄治（はせがわ しょうじ）
銀座の大型店「クラブ・ルダン」を経営する長谷川商事の社長。
高橋 勝雄（たかはし かつお）
総会屋。信栄ビル（不動産会社、出版社、土建会社を含む）社長を務める。

## 書籍情報
- 単行本：1980年6月、新潮社、全国書誌番号:80030836
- 文庫本：1983年1月27日、新潮文庫、ISBN 4101109532（上） / ISBN 4101109540（下）
- 松本清張全集 第42巻：1983年5月17日、文藝春秋、ISBN 4165080403

## エピソード
- 「黒革の手帖」のいわれに関して、著者は「宝石商が顧客とその売った商品の名をメモした手帖から取った」と記している[2]。著者は宝石商の顧客リストである“黒い革表紙の手帖”に関する情報を、税務署員からの1962年来信の手紙を契機に得たのち[3]、宝石商の革手帖を脱税者リストに置き換え、本作を設定したと推定されている[4]。
- 「カルネ」の名前は、かつて赤坂にあったパーラー「カルネドール」から採ったとされる[5]。
- 著者は銀座のバー「眉」「ラ・モール」（いずれも現存せず）などを取材しているが、著者と長い付き合いのあった、文壇バー「ばあもす」（現存せず）に勤めていたママ・Hによれば、牧野獣医には、実在のモデルがいたとされている。取材に訪れた時の著者は、助言を受けるまじめな客で、ホステスたちの話をじっと聞いていたが、メモは一切とらなかったという[6]。
- 小説第二節に、「数年前に起った或る地方銀行の横領事件」「その金額が九億円にも達していたことで世間をおどろかした」と記した箇所があるが、劇作家の山崎哲は、元子の手口は、1973年の滋賀銀行9億円横領事件に触発されて書かれたと推定している[7]。同事件では、同銀行山科支店のベテラン女子行員・Oが、その立場を利用し、1968年から5年3ヶ月にわたり、定期預金、通知預金の偽造伝票を作成して現金を引き出し、総額で約9億円を横領していた。ただしOは、ギャンブルや贅沢三昧の日々を送る愛人に金のほとんどを貢ぎ、自身は困窮した暮らしをしていた点で、本作の元子とは異なっている。なお、本作刊行の翌年となる1981年には、女子行員・Iによる、三和銀行オンライン詐欺事件が発生し、偽造伝票に拠らない新しい手口として当時注目を集めたが、同事件でも詐取した金の現金化に本作同様、架空名義口座が使われていた[8]。
- エッセイストの酒井順子は、本作を「玄人悪女ものの白眉」と位置付けながらも、元子は「金銭と事業に対する欲求、および上昇欲求は突出しているものの、性的にはパサつき気味というコンプレックスを抱えているということで、清張作品においては異端の悪女」と述べ、しかし『強き蟻』の沢田伊佐子のような全方位的な「スーパー悪女」というわけではなく、元素人というハンデを持ちながらも夜の世界に挑むというその奮闘ぶりが、読者に支持されたのではないかと推測している[9]。

## テレビドラマ

### 1982年版
『松本清張の黒革の手帖』のタイトルで、1982年1月4日から2月8日まで毎週月曜日22時 - 22時54分に、テレビ朝日系の「月曜劇場」枠で放送された。主演は山本陽子。

#### 出演
- 原口元子 - 山本陽子
- 安島富夫 - 田村正和
- 山田波子 - 萬田久子
- 村井亨 - 井上孝雄
- 長谷川庄治 - 小沢栄太郎
- 中岡市子 - 渡辺美佐子
- 島崎すみ江 - 吉行和子
- 梅村キク - 北城真記子
- 川原弁護士 - 川合伸旺
- 田部 - 宮口二朗
- 里子 - 野平ゆき
- 明美 - 松原留美子
- 潤子 - 黒田福美
- 和江 - 森田理恵
- 岩村叡子 - 白川由美
- 橋田常雄 - ハナ肇
- 楢林謙治 - 三國連太郎

#### スタッフ
- ナレーター - 中江真司
- 企画 - 霧プロダクション
- 脚本 - 服部佳
- 音楽 - 坂田晃一
- 演出 - 山内和郎
- プロデューサー - 備前島文夫、佐々木孟
- 制作 - テレビ朝日、松竹

#### 放送日程
| 各話                                                                         | 放送日  | サブタイトル     |
| ---------------------------------------------------------------------------- | ------- | ---------------- |
| 第1話                                                                        | 1月04日 | 女子銀行員横領   |
| 第2話                                                                        | 1月11日 | 元子の次の獲物   |
| 第3話                                                                        | 1月18日 | 元子、誘惑されて |
| 第4話                                                                        | 1月25日 | しのび寄る影…    |
| 第5話                                                                        | 2月01日 | ある決断…        |
| 最終話                                                                       | 2月08日 | 執念の果てに…    |
| 平均視聴率 17.4%（視聴率はビデオリサーチ調べ、関東地区・世帯・リアルタイム） |         |                  |

| テレビ朝日系 月曜劇場                 | テレビ朝日系 月曜劇場                         | テレビ朝日系 月曜劇場                    |
| 前番組                                | 番組名                                        | 次番組                                   |
| ------------------------------------- | --------------------------------------------- | ---------------------------------------- |
| 骨肉の森 （1981年8月31日 - 12月14日） | 松本清張 黒革の手帖 （1982年1月4日 - 2月8日） | 雨あがりの女 （1982年2月22日 - 4月19日） |

### 1984年版
『松本清張の黒革の手帖』のタイトルで、1984年1月5日から2月24日まで月曜から金曜の13時 - 13時30分に、TBS系の「花王 愛の劇場」枠で放送された。主演は大谷直子。

#### キャスト
- 原口元子 - 大谷直子
- 中岡市子 - 宮下順子
- 安島富夫 - 潮哲也
- 山田波子 - 奈良富士子
- 楢林謙治 - 戸浦六宏
- 楢林の妻 - 川口敦子
- 里子 - 岡本広美
- 和江 - 榊原久美子
- 潤子 - 黒木優美
- 島崎すみ江 - 本阿弥周子
- 支店長 - 御木本伸介
- 村井亨（支店次長） - 谷啓
- 穂高稔
- 永井玄哉
- 武沢 - 野口元夫
- 下山 - 鶴田忍
- 浜中 - 多々良純
- 橋田常雄 - 梅津栄
- 千鶴子 - 清水めぐみ
- 「燭台」のママ - 大森暁美
- 宮田（スカウトマン） - 伊藤敏孝
- 元子の父 - 高城淳一
- 元子の母 - 和泉喜和子
- 安島亜矢子 - 松阪隆子
- 川原（弁護士） - 真弓田一夫
- 権堂 - 福山象三
- 長谷川 - 武藤英司
- 照子 - 明石多佳子
- 楢林病院の事務長 - 戸沢佑介
- 江口大輔（代議士） - 相原巨典
- 江口虎雄（予備校校長） - 和沢昌治
- 虎雄の妻 - たうみあきこ

#### スタッフ
- ナレーター - 鈴木瑞穂
- 脚本 - 柴英三郎、田上雄、鶴島光重、田口耕三
- 演出 - 富本壮吉、番匠義彰
- 音楽 - 鏑木創
- プロデュース - 田中浩三、林悦子、金川克斗志
- 制作 - 松竹、霧プロダクション、TBS

| TBS系 花王 愛の劇場                    | TBS系 花王 愛の劇場                             | TBS系 花王 愛の劇場                     |
| 前番組                                 | 番組名                                          | 次番組                                  |
| -------------------------------------- | ----------------------------------------------- | --------------------------------------- |
| 妻の定年 （1983年10月31日 - 12月30日） | 松本清張の黒革の手帖 （1984年1月5日 - 2月24日） | 花さくらんぼ （1984年2月27日 - 4月20日) |

### 1996年版
『松本清張特別企画・黒革の手帖』のタイトルで、テレビ朝日系の2時間ドラマ「土曜ワイド劇場」で1996年12月7日21時 - 23時21分に放送された。主演は浅野ゆう子。
視聴率は18.1%（視聴率はビデオリサーチ調べ、関東地区・世帯・リアルタイム）。

#### キャスト
- 原口元子 - 浅野ゆう子
- 安島富夫 - 美木良介
- 山田波子 - 田中美奈子
- 中岡市子 - 山口果林
- 島崎すみ江 - 秋本奈緒美
- 岩村叡子 - 加納みゆき
- 村井亨 - 石丸謙二郎
- マキ - 草薙良一
- 長谷川庄治 - 久米明
- 高橋 - 藤田敏八
- 滝川 - 不破万作
- 坂田 - 奥村公延
- 橋田常雄 - ケーシー高峰
- 楢林謙治 - 平幹二朗
- 渕野俊太、葉山レイコ、山田明郷、苑村美月、加島潤、岡元あつこ、小寺大介、真野弘美、青柳文太郎、大久保いずみ、林真之介、須藤ゆうこ、小森英明、高土新太郎、高杉哲平、佐藤好広

#### スタッフ
- 脚本 - 金子成人
- 音楽 - 長谷部徹
- 演出 - 長尾啓司
- プロデューサー - 名島徹・小坂一雄（レオナ）、佐藤凉一（テレビ朝日）、林悦子（霧企画）
- 制作 - テレビ朝日、レオナ、霧企画

### 2004年版
2004年10月14日から12月9日まで毎週木曜日21時 - 21時54分に、テレビ朝日系の「木曜ドラマ」枠で放送された。主演は米倉涼子。
テレビ朝日開局45周年企画。

#### 概要
第22回ATP賞最優秀賞（ドラマ部門）受賞作品。現在はDVD化されている。原作から脚色がなされている。
10月21日に放送される予定だった第2回の放送分は、プロ野球日本シリーズ（西武×中日）の中継が『報道ステーション』の放送時間帯まで食い込んでしまい、次の週に順延されたが、この措置に視聴者からのクレームが殺到した。
平均視聴率は15%前後、最終回視聴率は17.7%（瞬間最高視聴率は23.2%）を記録し、初回視聴率は「木曜ドラマ」枠の全作品中「歴代4位」であった。（ビデオリサーチ調べ、関東地区・世帯・リアルタイム）。また、ラストは原作とは異なる。
当初は黒木瞳・深田恭子の主演で、2時間の単発ドラマとして企画されていたが、テレビ朝日側からの要請でキャスティングを変更しての連続ドラマとなった。
このドラマが好調だったことから、放映が始まってほどなく「米倉と松本清張の3部作」という企画が持ち上がり、同じ枠で『松本清張 けものみち』『松本清張・最終章 わるいやつら』が制作されることになる。

#### ストーリー
銀行員・原口元子は勤務先の銀行から1億2000万円を横領する。元子は架空名義預金者のリストが記された黒革の手帖と引き換えに、銀行に横領を不問に付させることに成功する。やがて、銀座の老舗クラブ「燭台」のママ・岩村叡子のもとで銀座での生き方のイロハを学んだ元子は横領した金を元手に、銀座に「カルネ」（仏：carnet 手帖）という名のクラブを開く。
カルネには、男に捨てられ、途方にくれているところを元子が拾った、山田波子などをホステスとして加え、カルネの経営は順調な滑り出しを見せる。しかし、波子はカルネの常連客の楢林譲治と深い仲になり、楢林から金を引き出して、「カルネと同じビルに自分も店を出す」と言い出す。波子の裏切りに激怒した元子は、写しをとっておいた黒革の手帖を使って、楢林から大金をゆすりとる。そのため、楢林から波子への援助は停止され、波子の開店計画はご破算になる。
波子の放逐に成功した元子は、銀座一の名店「ロダン」が売りに出されていることを知り、ロダン買収のために、新たなターゲットを探し始める。そのころ、カルネには陰のある代議士秘書・安島富夫が顔を出すようになる。男に依存し、挙句の果てに捨てられた母の姿を見て育った元子は、どの男にも頼らず生きていこうと決意していたが、安島に惹かれて行く。
元子の噂は銀座中にとどろき、その噂を聞きつけて、総会屋の長谷川庄司もカルネに顔を出す。そこで、元子と安島が惹かれあっていることを知った長谷川は、元子に安島に近づかないよう警告する。安島への恋を忘れ、ロダン買収に邁進する元子だったが、長谷川は元子に周到な罠を仕掛けていた。

#### キャスト

##### 主人公
原口元子
演 - 米倉涼子
元は「東林銀行」北口支店の冴えないベテラン女子行員として勤務、10年間で400万円を貯金する一方、夜はクラブ「燭台」でアルバイトをしていた。
無感動で単調なOL生活から脱却するため、勤務先の架空口座の存在を知り、架空名義預金者（＝脱税者）の全リストを写し取った黒革の手帖を武器に大金を横領する。
そして1年足らずで、銀座7丁目WATER TOWERビル3Fにクラブ「Carnet（カルネ、フランス語で「手帖」の意味）」をオープンし、様々な人間を利用し、格も名前も銀座一と言われる老舗クラブ 「RODAN（ロダン）」のママにまでのし上がる。銀座では「絶対誰の囲い物にもならない」「絶対一生誰も愛さない」を信条としている。
母は脳梗塞で京都の病院に入院中（昏睡状態）。元子は未だに、男に依存しながら生きてきた母を軽蔑している。

##### クラブ「カルネ」
山田波子〈23〉
演 - 釈由美子
神戸生まれ（劇中は関西弁）。
元子に拾われ、クラブ「カルネ」のホステスとして勤務して店のナンバーワンになるも恩を忘れて元子に反旗を翻し、「カルネ」の上階（5F）にクラブ「バーデンバーデン」を開店するが元子の策略によって失敗に終わる。
天使の顔をした悪女。甘え上手・世渡り上手なブリっ子。非常に執念深い女。一見天真爛漫に見えても、天性の色気で男を翻弄してしまう。
楢林のお気に入り。
紺野澄江
演 - 吉岡美穂
クラブ「カルネ」のホステス。バツ1。
もとは赤坂の料亭「梅村」の仲居をしていたが、廃業に伴って元子を頼りに「カルネ」に入店する。
控えめで地味な印象だが、客の扱いが上手く世渡り上手。
「自分がオーナーになって何か店をやりたい」と考えているが、元子に利用されてしまう。
橋田とは「梅村」の仲居時代からの顔見知り。
矢沢
演 - 萩野崇
クラブ「カルネ」のボーイ。
美里
演 - 田中夕稀
クラブ「カルネ」のホステス。
麻理
演 - 高野杏子
クラブ「カルネ」のホステス。

##### 元子の関係者
安島富夫
演 - 仲村トオル
群馬に選挙区がある民政党の江口衆議院議員の公設秘書。
江口急死後、未亡人をおしのけて地盤を継いで立候補（長谷川の後援を得ており、政界進出を計画）。のちに伽耶子と政略結婚する。
母一人子一人で育った（母は故人）。
クールで飄々としているが、実は元子との恋と野心との狭間で悩んでいる。
櫻井曜子
演 - 紫吹淳（宝塚退団後初のドラマ出演）
元子の行きつけの美容院の店長。
タロット占いで元子の運命を占い、有益なアドバイスをおこなう。
真希
演 - 森洋子
元子の行きつけの美容院のスタッフ。
橋田常雄
演 - 柳葉敏郎
大手進学予備校「橋田医科進学ゼミナール」理事長。江東区有明に自社ビルを構える。
自分1人の手で現在の地位を手にした苦労人。
元子に惚れ込んでしまい、逆に弱みを握られて利用される（そのため元子を「殺したいくらい」憎んでいる）。
岩村叡子
演 - 山本陽子
老舗クラブ「燭台」のママ。銀座のご意見番的存在。
クラブ経営を学ぶために「燭台」へ来た元子を育てあげ、大口の客を紹介するなどしてくれた師匠であり恩人。
独立後も元子には「分相応な生き方をするように」と忠告している。
かつては長谷川の愛人だった。
長谷川庄司
演 - 津川雅彦
総会屋。（フィクサー）「神榮商事グループ」会長。政財界に隠然たる影響力を持っている。
普段は穏やかな人柄。元子には偉くなる秘訣として「人を信じないこと、それを相手に感づかせないこと」と教えた。
安島には期待しており、一人前の政治家に育てようと可愛がっている。
元子にも興味を持っていて「面白い女」と評価している。

##### 楢林美容外科クリニック
楢林謙治
演 - 小林稔侍
「楢林美容外科クリニック」院長（本院は新橋）。千葉には分院がある。元は形成外科だったが、美容外科に転じて大成功した。
テレビ出演も多い高名な美容外科医だが相当な女好き。妻の入院を理由に市子とは長年愛人の関係。
「カルネ」で波子と出逢ってしまって以来舞い上がっている。
中岡市子
演 - 室井滋
「楢林美容外科クリニック」看護婦長（楢林の長年の愛人）。
公私共々20年間、楢林のために全てを捧げ尽くしてきた献身的な女。
私生活は地味。根暗で気弱。他人からの優しさに非常に弱い。
再三の忠告を無視して楢林が自分を捨てて波子に走ったことに激怒し、元子に協力して復讐を遂げる。
だが自分も元子に利用されていたことに気づき、元子を「絶対許さない」と怨みながら楢林のもとに戻って復讐の機会を狙っている（性格も攻撃的に変貌した）。
恭子
演 - 赤坂七恵
「楢林美容外科クリニック」看護師

##### 東林銀行
村井亨
演 - 渡辺いっけい
「東林銀行」北口支店次長。
元子の横領の責任を取らされて銀行を辞職する羽目に。
その後は長谷川のもとで働きながら元子に復讐する機会を伺っている。
藤岡彰一
演 - 小野武彦
「東林銀行」北口支店長。
元子の横領の責任を取って関連会社の窓際に左遷される。
「カルネ」を訊ねて元子を罵倒し復讐しようとするも失敗、自暴自棄になり飛び降り自殺する。

##### その他
甲田
演 - 中根徹
クラブ「ロダン」のマネージャー。
秋葉
演 - 上田耕一
会長。
田村
演 - 西田健
弁護士。元子に助けを求められ、最初はスケベ心を出すが、長谷川の名前を知ると途端に手を引く。
伽耶子
演 - 真木よう子
信者20万人の宗教団体「シンギミココロの会」創始者の孫娘。
のちに安島と婚約。
※以下、カッコ内は出演話数
- せきぐちきみこ（1）（3）-（7）、鶴田倫美（1）（3）-（7）、海島雪（1）（3）-（7）、藤田恵子（1）（3）-（7）、川井悦子（1）（3）-（7）、鈴子琴乃（1）（3）-（7）、林香織（1）（3）-（7）、清水希（1）（3）-（7）、奥田崇、松永香織（1）（4）、坂本三成（1）（2）（4）-（7）、伊藤佳奈子（Kana）、有河佳奈（2）-（7）、真夏竜（6）、春田純一（6）、朝加真由美（7）、赤丸正幸（1、6）、安田陽子（1）、関根由佳梨（1）（3）、神川真里（別名での出演）（1）、伊藤かほり（1）、木川淳一（1）、竹山メリー（1）（5）、神戸淳（1）、猪又輝之（1）、平岡久美（1）、米谷真一（1）、高木愛（1）、福月里代（1）、伊藤勝智（1）、齋藤留菜（1）、JUN（1）、野貴葵（1）、一青妙（2）（3）、高野晃一（2）、森川数間（3）、小林正史（3）、島津健太郎（5）、大須賀王子（5）、岩橋威（5）、高橋智己（5）、大輝ゆう（6）、中村隆天（6）（7）、松永英晃（6）、原金太郎（6）、宮崎裕子（6）、山崎崇史（6）（7）、黒井元次（6）（7）、中井佳代（6）、窪田弘和（6）、太田敦子（6）、大森菜穂子（6）、渡辺憲吉（7）、戸沢佑介（7）、加藤治（7）、戯武尊（7）、BOB藤原（7）、伊藤博幸（7）、藤原啓児（7）、矢野喬之（7）、辺見務(7)、大野雅子（7）、服部陽介（7）

#### スタッフ
- 脚本 - 神山由美子
- 音楽 - 上田益
- 演出 - 松田秀知、藤田明二
- チーフプロデューサー - 五十嵐文郎
- プロデューサー - 内山聖子、中山和記
- 主題歌 -  安良城紅「Here alone」
- 制作 - 共同テレビジョン、テレビ朝日

#### 放送日程
| 各話                                                                         | 放送日   | サブタイトル                       | 演出              | 視聴率 | 備考     |
| ---------------------------------------------------------------------------- | -------- | ---------------------------------- | ----------------- | ------ | -------- |
| 第一項                                                                       | 10月14日 | 銀座の女帝                         | 松田秀知          | 17.4%  | 15分拡大 |
| 第二項                                                                       | 10月28日 | 愛欲の獲物                         | 松田秀知          | 14.9%  |          |
| 第三項                                                                       | 11月04日 | 愛の口止め料                       | 藤田明二          | 13.6%  |          |
| 第四項                                                                       | 11月11日 | 銀座の頂点へ                       | 藤田明二          | 15.6%  |          |
| 第五項                                                                       | 11月25日 | 女帝の危機                         | 松田秀知          | 15.7%  |          |
| 第六項                                                                       | 12月02日 | 一晩2億の女                        | 松田秀知          | 13.2%  |          |
| 最終項                                                                       | 12月09日 | 負けるもんか! 銀座の蝶、最期の闘い | 松田秀知 藤田明二 | 17.7%  | 36分拡大 |
| 平均視聴率 15.7%（視聴率はビデオリサーチ調べ、関東地区・世帯・リアルタイム） |          |                                    |                   |        |          |

| テレビ朝日系列 木曜ドラマ                           | テレビ朝日系列 木曜ドラマ                        | テレビ朝日系列 木曜ドラマ            |
| 前番組                                              | 番組名                                           | 次番組                               |
| --------------------------------------------------- | ------------------------------------------------ | ------------------------------------ |
| 南くんの恋人（2004年版） （2004年7月8日 - 9月16日） | 松本清張 黒革の手帖 （2004年10月14日 - 12月9日） | 富豪刑事 （2005年1月13日 - 3月17日） |

#### スペシャル（2005年版）
『黒革の手帖スペシャル〜白い闇』のタイトルで、テレビ朝日系の2時間ドラマ「土曜ワイド劇場特別企画」で2005年7月2日21時 - 23時21分に放送された。主演は米倉涼子。
松本清張の短編小説『白い闇』を本作風にアレンジした内容で、『白い闇』を下敷きに、銀座を追われ、復権を目指す元子に接近する大手ホテルチェーンの社長兄弟との愛憎劇を描く。視聴率は16.4%（視聴率はビデオリサーチ調べ、関東地区・世帯・リアルタイム）。また、DVD化されている。
『土曜ワイド劇場』では1996年7月から番組終了の2017年4月までの間、全作品共通のエンディングテーマを用いたが、本作に限り、連続ドラマ（2004年度版）のエンディングテーマを用いた。

##### ストーリー
山田波子の告発によって、銀座を追われた原口元子は、京都のクラブ「千扇」のママを務めながら、復権の機会をうかがっていた。大手ホテルチェーンの尾関ホテルチェーンの社長・尾関清一に目をつけた元子は、株主総会に出席し、清一の不正を糾弾する。元子に興味を持った清一は、元子に接近し、その度量に惚れる。そして、清一は元子に求婚し、元子を婚約者として周囲に紹介するのだった。やがて、清一は仕事のために、東北へ旅立つが、そこで行方不明になってしまう。清一の腹違いの弟である高瀬俊吉から、十和田湖の近くに清一の愛人の田所常子が住んでいることを聞き出した元子は早速、常子を訪ねるが、常子は「清一さんを返して！」と泣きじゃくるばかりで、らちがあかず、元子は腹をたてて、常子のもとを去る。しかし、その直後、常子の死体が十和田湖で発見され、地元の警察は元子に疑いの目を向ける。警察署に連行された元子に対して、警察官・北見和行は元子の旧悪をまくしたてて、元子を追及していく。そのころ、京都では俊吉が尾関ホテルの経営権を手にいれていた。そして、俊吉は、釈放され京都に戻った元子に接近する。

##### キャスト
原口元子
演 - 米倉涼子
クラブ「千扇」のママ。かつては銀座一のクラブを経営していたこともあり、銀座に帰る機会をうかがっている。銀座へ凱旋するための足がかりとして尾崎清一に目をつける。
尾関清一
演 - 豊原功補
尾関ホテルチェーン社長。野心家で、一代でホテルチェーンを築き上げた父親に対抗するため、元子の度量を手にいれようとする。足が不自由。
高瀬俊吉
演 - 岡本健一
清一の腹違いの弟。清一の運転手をつとめる。兄の清一に対しては複雑な感情を抱いている。兄の失踪後、ホテルの経営権を掌中におさめる。
尾関孝次郎
演 - 田村高廣
尾関ホテルチェーン総帥。長谷川庄司とは親友で、政財界に隠然とした影響力を持つ。かつては、クラブ「カルネ」の常連だった。
田所常子
演 - 小沢真珠
清一の愛人。恋愛にのめりこむと見境がつかなくなるところがある。元子に清一を返してくれるよう懇願する。
白木淳三
演 - 吹越満
常子の兄。常子が死んだ真相を探るべく動き回り、元子の周囲にもたびたび出没する。
北見和行
演 - 西村雅彦
青森県警警部。常子殺害の容疑者として、元子を追及し、捜査の過程で、元子の旧悪を暴いていく。
- 仲村トオル、釈由美子、津川雅彦、小林稔侍（以上特別出演） 小木茂光、小林高鹿、デビット伊東、福地香代、小林加奈、勝村美香、山本百合子、竹山メリー、関根由香梨、伊藤博幸、金井茂、那須佐代子、森一馬、野口雅弘、小林正史、神川真里（別名で出演）、あだち理絵子、大須賀王子、大塚和彦、赤坂美穂、白木圭子、藤井亜紀、藤島巨樹、松野仁美、スティーブン・ゲイ、坂木三成、宮崎裕子、福月里代、伊藤勝智、齋藤留奈

##### スタッフ
- 脚本 - 両沢和幸
- 音楽 - 上田益
- 演出 - 松田秀知
- チーフプロデューサー - 五十嵐文郎
- プロデューサー - 内山聖子、橋本芙美
- 制作 - 共同テレビジョン、テレビ朝日

### 2017年版
2004年版と同様にテレビ朝日系「木曜ドラマ」枠にて、松本清張の没後25年となる2017年に、7月20日から9月14日まで放送された。主演は武井咲。

#### キャスト（2017年版）
原口元子
演 - 武井咲（幼少期：吉澤梨里花）
父の死後に母が背負った借金を相続。東林銀行世田谷北支店で派遣社員として働く傍ら、借金返済のため銀座のクラブ「燭台」でホステスとして働いている。莫大な預金の顧客や違法な借名口座の預金者たちと自分の人生を比較して、そのあまりの違いに現実を痛感する日々であったが、親の借金を完済した折に発生した銀行での事件をきっかけに、秘密裏に進めていた計画を実行に移すことを決意。勤め先の銀行から1億8千万円を横領して退社し、銀座の一等地にクラブ「カルネ（CARNET）」をオープンさせ「稀代の悪女」としての一面を開花させる。
後に安島と一夜を共にし、安島の子を妊娠・流産。
安島富夫
演 - 江口洋介
衆議院議員秘書。政治家になるという夢を実現させるため、汚れ仕事にも懸命に奔走し、現在の立場を築く。
元子とは、彼女がひったくりに襲われているのを助けた事を機に顔見知りになり、後に一夜を共にする。
山田波子
演 - 仲里依紗
元子とともに東林銀行世田谷北支店で派遣社員として勤務。勤め先の銀行で起きたトラブルが原因で派遣の仕事を失い、元子に誘われホステスになる。男を手玉に取って儲ける術を覚え、一気に人気ホステスへと成長。元子のライバルとなっていく。
村井亨
演 - 滝藤賢一
元子が働く「東林銀行」世田谷北支店の次長。
藤岡彰一
演 - 菅原大吉
「東林銀行」世田谷北口支店長。
牧野
演 - 和田正人
元子の通う銀座の美容室のオネエ店長。「夜の銀座の地獄耳」と呼ばれるほど情報収集に長けている。
島崎すみ江
演 - 内藤理沙
料亭「梅村」の仲居。のちにホステスになる。
橋田常雄
演 - 高嶋政伸
大手予備校「上星ゼミナール」理事長。裏口入学で得た巨額の利益を借名口座に預金している。
堂林京子
演 - 江口のりこ
「堂林グループ」令嬢。安島の見合い相手。出戻り。
岩村叡子
演 - 真矢ミキ
元子が最初に働いたクラブ「燭台」のママ。銀座のルールとモラルを守る古き良き昭和のホステス。
中岡市子
演 - 高畑淳子
楢林クリニック看護師長。楢林院長の愛人。クリニックがイチ町医者であった頃から楢林を支え、今の地位まで押し上げた影の立役者。
楢林謙治
演 - 奥田瑛二
楢林クリニック院長。コツコツ裏金を貯めて小さな皮膚科から市子と二人三脚で病院を大きくした。
坂本
演 - 沢井美優
楢林クリニックの受付嬢。院長のお気に入りらしく院長室に頻繁に顔を出す。ゆとり世代らしく、制服をブランドものに変えて欲しいなどとコスト意識のない希望を気軽に口に出し、中岡に窘められていた。中岡が出て行った後は、代わりにマッサージを頼まれたが、力加減が判っていないと怒られて逆に切れている。院長が手を出してくると、セクハラで訴えますよと啖呵を切っており、愛人後継ではない。
長谷川庄治
演 - 伊東四朗
政財界のフィクサー。安島の父親代わりの後援者。
銀行員
演 - さとうほなみ
銀行員
演 - 逢澤みちる
高級洋品店の店員
演 - 井上あかね

#### ゲスト
若槻貴子
演 - 長野里美（第1・3・5話）
斎藤司
演 - 斎藤司（トレンディエンジェル）（第1話）
東林銀行の窓口にやってくる客<本人役>。
豊島副会長
演 - 横光克彦（第2話）
菜摘
演 - 松田沙紀（第2話）
鈴本（誠也の父）
演 - 小林隆（第4話）
鈴本夫人（誠也の母）
演 - 池谷のぶえ（第4話）
梅村キミ
演 - 三谷侑未（第5話）
料亭「梅村」の女将。「梅村」を手放すに当って長谷川に相談する。
渡辺芳彦
演 - 橋本じゅん（第7話・最終話）
安島の紹介でカルネの契約について元子の相談に乗る弁護士。最終回では長谷川との契約書に基づいてルダンの名義変更する相談にも乗っている。
刑事
演 - 高杉亘（最終話）、水希友香（最終話）
長谷川の変死に疑いを持ち、元子と安島を取り調べる。

#### スタッフ（2017年版）
- 原作 - 松本清張『黒革の手帖』
- 脚本 - 羽原大介
- 監督 - 本橋圭太、片山修
- ゼネラルプロデューサー - 内山聖子（テレビ朝日）
- プロデューサー - 中川慎子（テレビ朝日）、菊池誠・岡美鶴（アズバーズ）
- 主題歌 - 福山雅治「聖域」
- 制作協力 - アズバーズ
- 制作著作 - テレビ朝日

#### 放送日程
| 各話                                                                         | 放送日  | ラテ欄                                        | 演出     | 視聴率 | 備考     |
| ---------------------------------------------------------------------------- | ------- | --------------------------------------------- | -------- | ------ | -------- |
| 第1話                                                                        | 7月20日 | 1億8千万横領!? 銀座の女帝誕生へ               | 本橋圭太 | 11.7%  | 15分拡大 |
| 第2話                                                                        | 7月27日 | 愛より金2億円を賭けて…銀座の女仁義なき戦い!!  | 本橋圭太 | 12.3%  | 15分拡大 |
| 第3話                                                                        | 8月03日 | 悪女炎上次の獲物は3億円!!                     | 片山修   | 10.9%  |          |
| 第4話                                                                        | 8月10日 | VS強欲な学園理事長! 銀座No.1クラブの頂上へ…!! | 片山修   | 10.7%  |          |
| 第5話                                                                        | 8月17日 | 女の敵は女! 3億円の土地売買巡る戦い           | 本橋圭太 | 10.4％ |          |
| 第6話                                                                        | 8月24日 | 奪われた手帖!! 身代金は3億                    | 片山修   | 10.1%  |          |
| 第7話                                                                        | 9月07日 | 最終章～私は諦めない! 女帝の大逆転劇!!        | 本橋圭太 | 11.8%  |          |
| 最終話                                                                       | 9月14日 | 人生は一度きり…銀座の女帝最後の戦い!!         | 本橋圭太 | 13.0%  | 15分拡大 |
| 平均視聴率 11.4%（視聴率はビデオリサーチ調べ、関東地区・世帯・リアルタイム） |         |                                               |          |        |          |

- 8月31日はロシアW杯アジア地区最終予選「日本×オーストラリア」中継のため休止。

| テレビ朝日系列 木曜ドラマ                             | テレビ朝日系列 木曜ドラマ              | テレビ朝日系列 木曜ドラマ                                                    |
| 前番組                                                | 番組名                                 | 次番組                                                                       |
| ----------------------------------------------------- | -------------------------------------- | ---------------------------------------------------------------------------- |
| 緊急取調室（第2シリーズ） （2017年4月20日 - 6月15日） | 黒革の手帖 （2017年7月20日 - 9月14日） | ドクターX〜外科医・大門未知子〜（第5シリーズ） （2017年10月12日 - 12月14日） |

#### スペシャル（2021年版）
『ドラマスペシャル 黒革の手帖～拐帯行～』のタイトルで、2021年1月7日に放送された。2017年版のスペシャル版として、金沢の高級クラブで再びホステスとして頭角を現した元子の愛憎劇を描く。連ドラ版の最終回で逮捕された元子が刑期を終えて出所した3年後が舞台。2018年3月に第1子を出産した武井咲のドラマ復帰作。松本清張の短編小説『拐帯行』を下敷きとしている。
視聴率は10.8％（視聴率はビデオリサーチ調べ、関東地区・世帯・リアルタイム）。

##### キャスト（2021年版）
原口元子
演 - 武井咲（幼少期：吉田帆乃華）
神代周吾
演 - 渡部篤郎
神代ソリューションズ代表
森村隆志
演 - 毎熊克哉
板橋レイナ
演 - 安達祐実
アルテローズ・ママからチーママに
桜沢美香〈27〉
演 - 中村ゆりか
神代と愛人関係
佐藤良樹
演 - 風間杜夫
山田波子
演 - 仲里依紗
中岡市子
演 - 高畑淳子
橋田常雄
演 - 高嶋政伸
上星ゼミナール理事長
神代真寿美
演 - 横山めぐみ
神代の妻
佐藤逸美
演 - 岡まゆみ
佐藤良樹の妻
水田社長
演 - 八十田勇一
アルテローズの客
堀江弁護士
演 - 大水洋介
留美
演 - 中川知香
アルテローズ・キャバ嬢
ありさ
演 - 前迫莉亜
アルテローズ・キャバ嬢
マミ
演 - 倉河奈央
アルテローズ・キャバ嬢
沙緒理
演 - 比嘉奈菜子
アルテローズ・キャバ嬢

##### スタッフ（2021年版）
- 原作 - 松本清張『拐帯行』
- 脚本 - 浅野妙子
- 監督 - 片山修
- ゼネラルプロデューサー - 内山聖子（テレビ朝日）
- プロデューサー - 中川慎子（テレビ朝日）、菊池誠・岡美鶴（アズバーズ）
- 主題歌 - 福山雅治「聖域」
- 制作協力 - アズバーズ
- 制作著作 - テレビ朝日

## 舞台版
2006年10月3日 - 26日、明治座の1か月公演として行われた。全38場。
2009年4月29日 - 5月25日に「松本清張生誕100周年記念」として同じ明治座で再演された。

### キャスト
- 原口元子 - 米倉涼子
- 安島富夫 - 岡本健一（2006年）、永井大（2009年）
- 山田波子 - 遠野凪子（2006年）、松本莉緒（2009年）
- 中岡市子 - 波乃久里子（2006年）、横山めぐみ（2009年）
- 岩村叡子 - 紫吹淳（2006年）、萬田久子（2009年）
- 橋田常雄 - 左とん平
- 長谷川庄司 - 金田龍之介（2006年）、渡辺哲（2009年）
- 楢林謙治 - 北村総一朗（2006年）、田山涼成（2009年）

### スタッフ
- 企画 - 古賀誠一（オスカープロモーション）
- 脚本 - 金子成人
- 演出 - 西川信廣
- 衣裳デザイン - ホリ・ヒロシ
- 制作 - 北村純一（明治座）